# 横浜雙葉小学校
横浜雙葉小学校（よこはまふたばしょうがっこう）は、神奈川県横浜市中区山手町にある私立小学校。

## 概要
横浜雙葉中学校・高等学校の前身・横浜紅蘭女学校（1900年（明治33年）設立認可）の附属初等学校として、1914年（大正3年）に設立。100年以上の歴史をもつ。
キリスト教のカトリックの教えに基づいた教育を行い、一人一人を大切にするとともに、個々の才能を伸ばすことを教育目標としている。
ほぼ全員が横浜雙葉中学高等学校に進学している。

## 沿革
- 1900年（明治33年） - 一般子女向けに横浜紅蘭女学校として開校。
- 1914年（大正03年） - 横浜紅蘭女学校付属初等科、幼稚園開設。
- 1958年（昭和33年） - 校名を横浜雙葉小学校に改名する。

## 通学手段など
- 児童の主な通学手段
  - 鉄道：根岸線・みなとみらい線
- 最寄り鉄道駅など：
  - 山手駅
  - 石川町駅・元町・中華街駅
  - 横浜市営バス　上野町バス停（101,105,106系統など）、妙香寺バス停（20系統）
  - 神奈川中央交通バス11系統　代官坂上・元町公園前バス停

## 著名な出身者
- 牧島かれん（デジタル大臣、内閣府特命担当大臣（規制改革担当））
- 松あきら（元宝塚・参議院議員）
- 柳川あかり（アニメプロデューサー）
- 海原純子（医師）
- 川村優希（医師，タレント）
- 渡辺真理（キャスター）
- 篠原かをり（タレント・作家）
- 日比麻音子 - TBSアナウンサー
- 佐々木舞音 - TBSアナウンサー

## 関連学校
- 学校法人横浜雙葉学園
  - 横浜雙葉中学校・高等学校